# جيمس ر. موريس
جيمس ر. موريس (بالإنجليزية: James R. Morris)‏ هو قاضي ومحامي وسياسي أمريكي، ولد في 10 يناير 1819 في الولايات المتحدة، وتوفي في 24 ديسمبر 1899 في وودزفيلد في الولايات المتحدة. حزبياً، نشط في الحزب الديمقراطي. وقد انتخب عضو مجلس نواب أوهايو وانتخب عضو مجلس النواب الأمريكي.